# Don Roy King
Don Roy King (Estados Unidos, 9 de outubro de 1947) é um cineasta norte-americano, conhecido por dirigir o Saturday Night Live desde 2006. Como reconhecimento, foi indicado ao Primetime Emmy Awards 2019.